# Uristes antennibrevis
Uristes antennibrevis är en kräftdjursart som beskrevs av J. L. Barnard 1962. Uristes antennibrevis ingår i släktet Uristes och familjen Uristidae. Inga underarter finns listade i Catalogue of Life.